# 有明小経
『有明小経』（うみょうしょうきょう、巴: Cūḷavedalla-sutta, チューラヴェーダッラ・スッタ）とは、パーリ仏典経蔵中部に収録されている第44経。『小有明経』（しょううみょうきょう）とも。
類似の伝統漢訳経典としては、『中阿含経』（大正蔵26）の第210経「法楽比丘尼経」がある。
比丘尼ダンマディンナーが、その元夫であったヴィサーカからの、ブッダの教えをめぐる数々の質問に答える。夫婦は共にブッダに帰依し、妻のダンマディンナーは出家して成道し、ブッダから阿羅漢として認められる。夫のヴィサーカは在家にどどまったが、教えの理解を深め、不還（anāgāmin）に達したとされる。

## 構成
各種のトピックをめぐる質疑応答。ヴィサーカからの質問にダンマディンナーが答える。

## 日本語訳
- 『南伝大蔵経・経蔵・中部経典2』（第10巻） 大蔵出版
- 『パーリ仏典 中部（マッジマニカーヤ）根本五十経篇II』 片山一良訳 大蔵出版
- 『原始仏典 中部経典2』（第5巻） 中村元監修 春秋社